# Saint-Baudille-de-la-Tour
Saint-Baudille-de-la-Tour ist eine französische Gemeinde mit 842 Einwohnern (Stand: 1. Januar 2022) im Département Isère in der Region Auvergne-Rhône-Alpes. Sie gehört zum Arrondissement La Tour-du-Pin und zum Kanton Charvieu-Chavagneux. Die Einwohner nennen sich selbst Saint-Baudillois.

## Geografie
Die Gemeinde Saint-Baudille-de-la-Tour liegt auf dem Plateau de Crémieu zwischen den Flüssen Furon und Amby, etwa 33 Kilometer östlich von Lyon. Umgeben wird Saint-Baudille-de-la-Tour von den Nachbargemeinden La Balme-les-Grottes im Nordwesten und Norden, Parmilieu und Charette im Norden, Courtenay im Osten und Südosten, Optevoz im Süden, Annoisin-Chatelans im Südwesten sowie Hières-sur-Amby im Westen und Nordwesten.

## Bevölkerungsentwicklung
| Jahr                       | 1962 | 1968 | 1975 | 1982 | 1990 | 1999 | 2006 | 2012 | 2021 |
| Einwohner                  | 327  | 308  | 348  | 430  | 475  | 570  | 699  | 787  | 835  |
| Quellen: Cassini und INSEE |      |      |      |      |      |      |      |      |      |

## Sehenswürdigkeiten
- Kirche Saint-Baudille
- Wehrhaus (gen. Gutshof Les Dames)
- Wehrhaus Brotel aus dem 14. Jahrhundert, umgebaut im 15./16. Jahrhundert
- Wasserfall Cascade de la roche

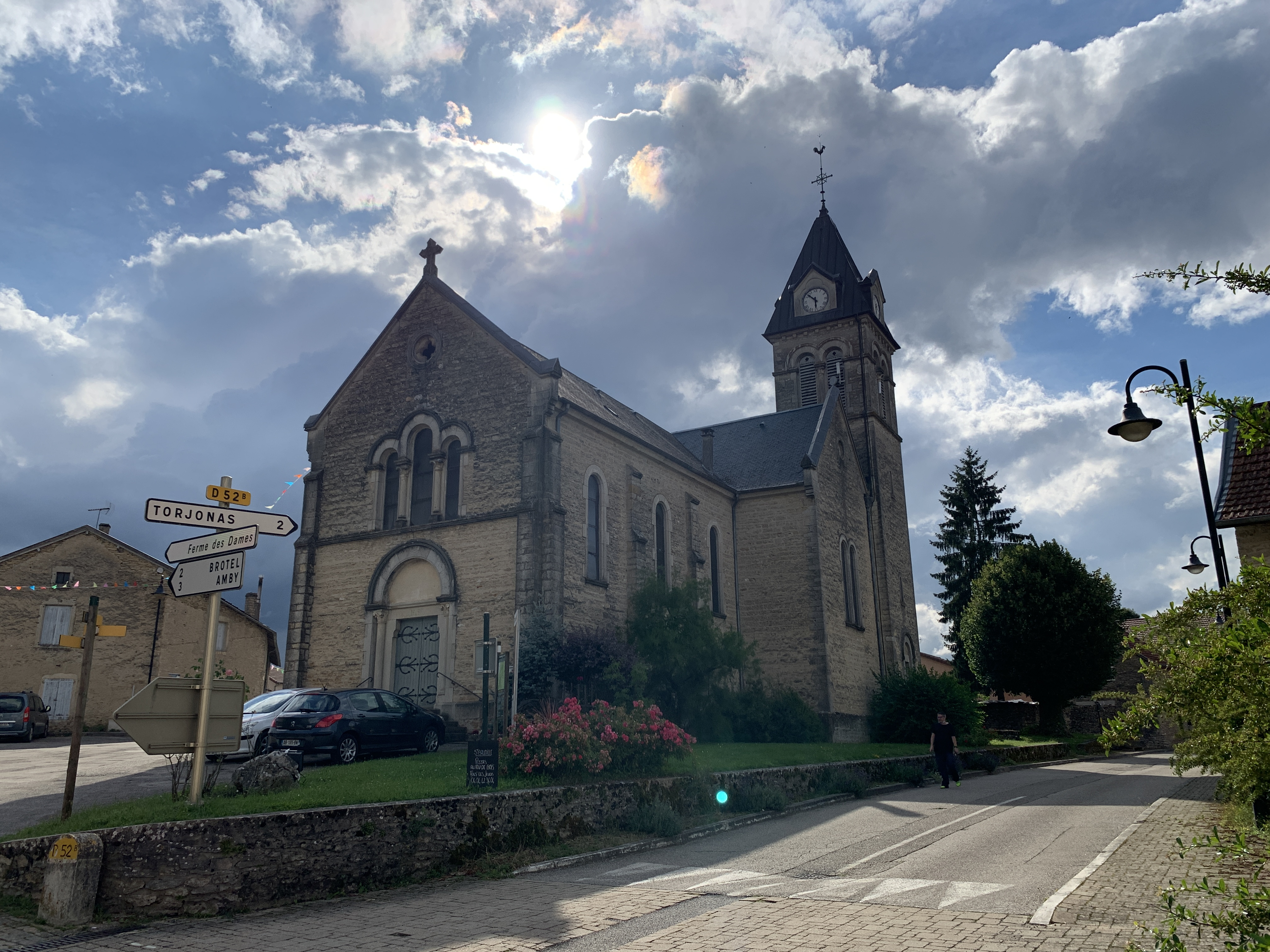
Kirche Saint-Baudille
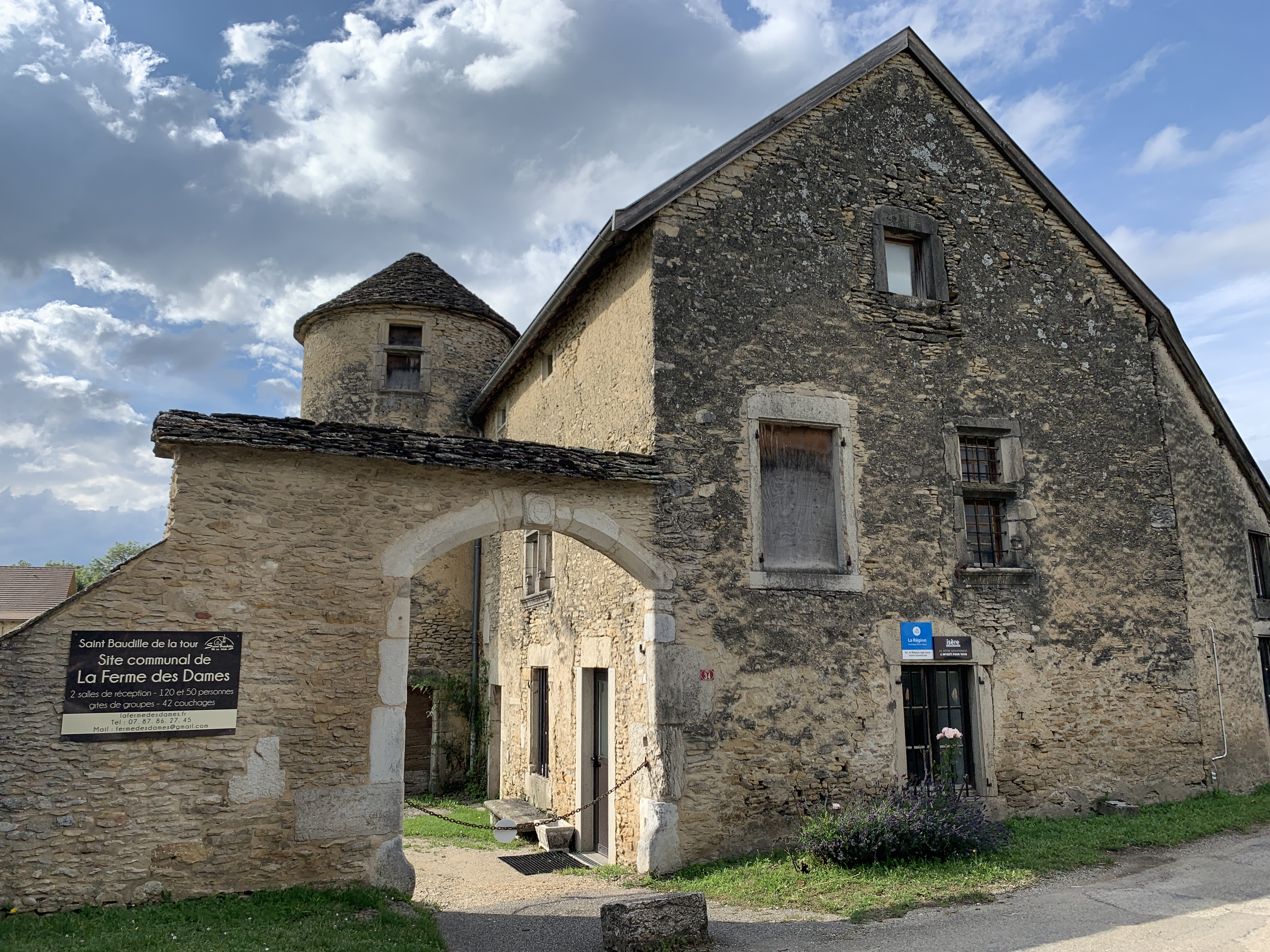
Wehrhaus (Ferme des Dames)
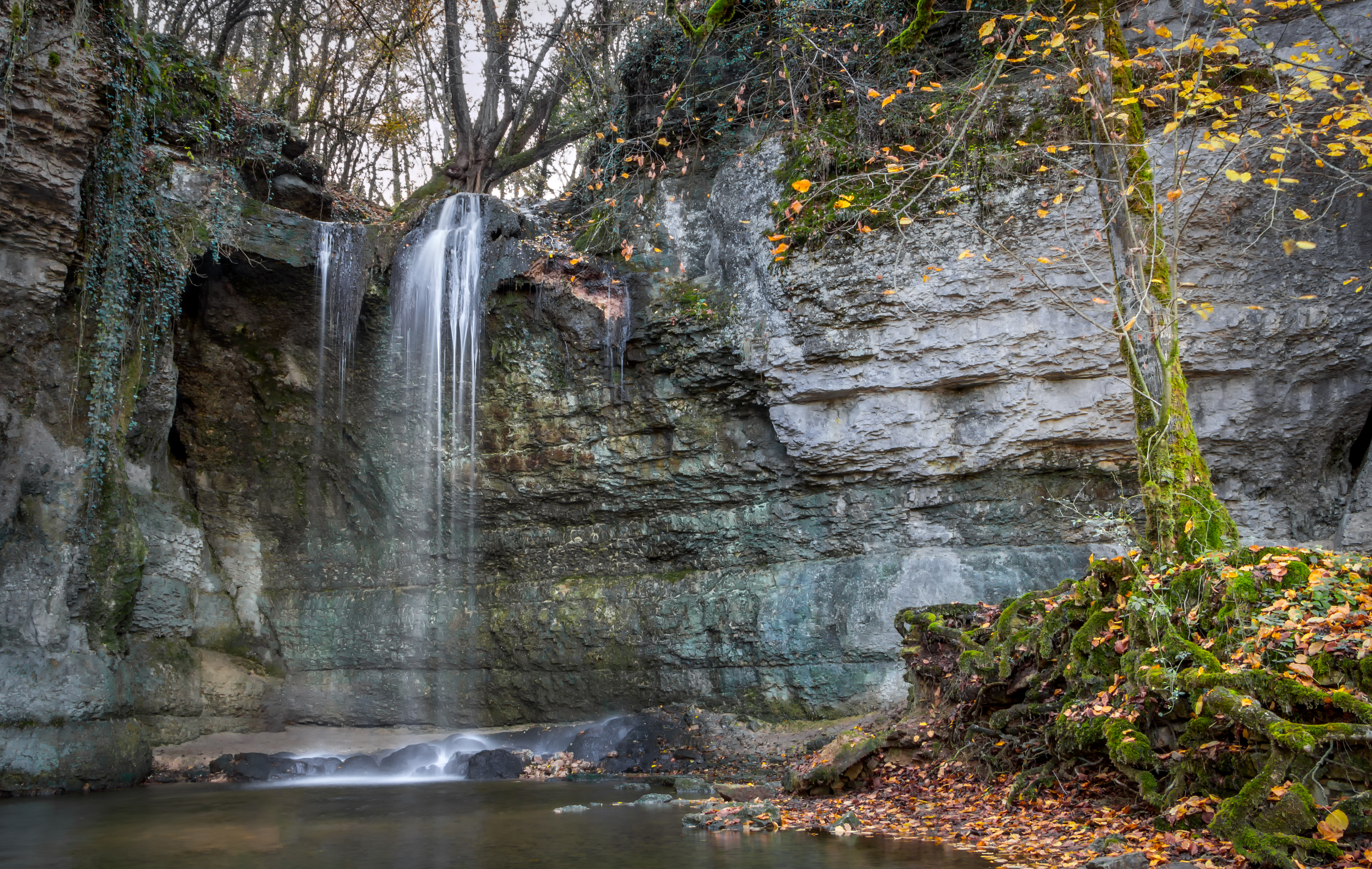
Cascade de la roche
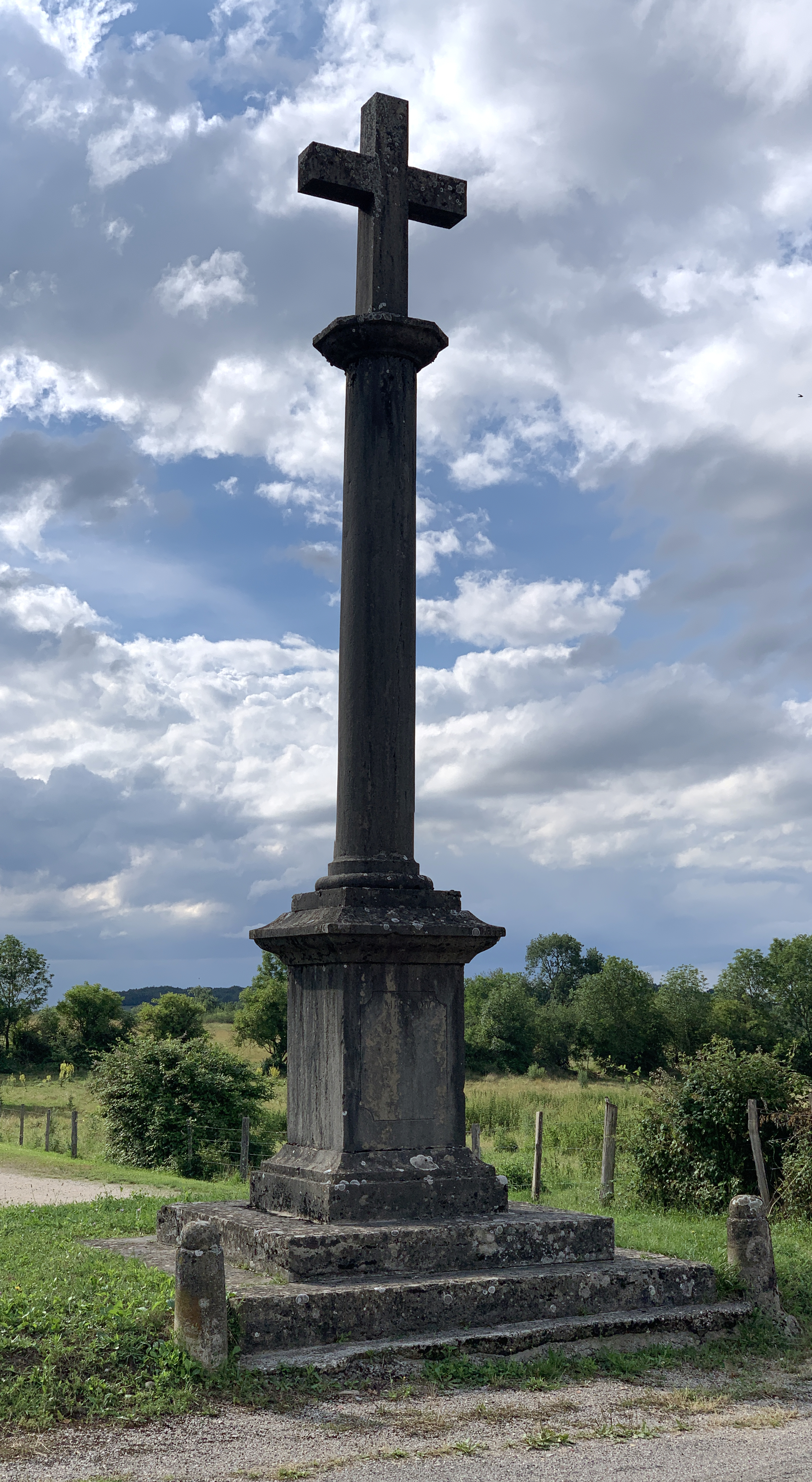
Monumentalkreuz
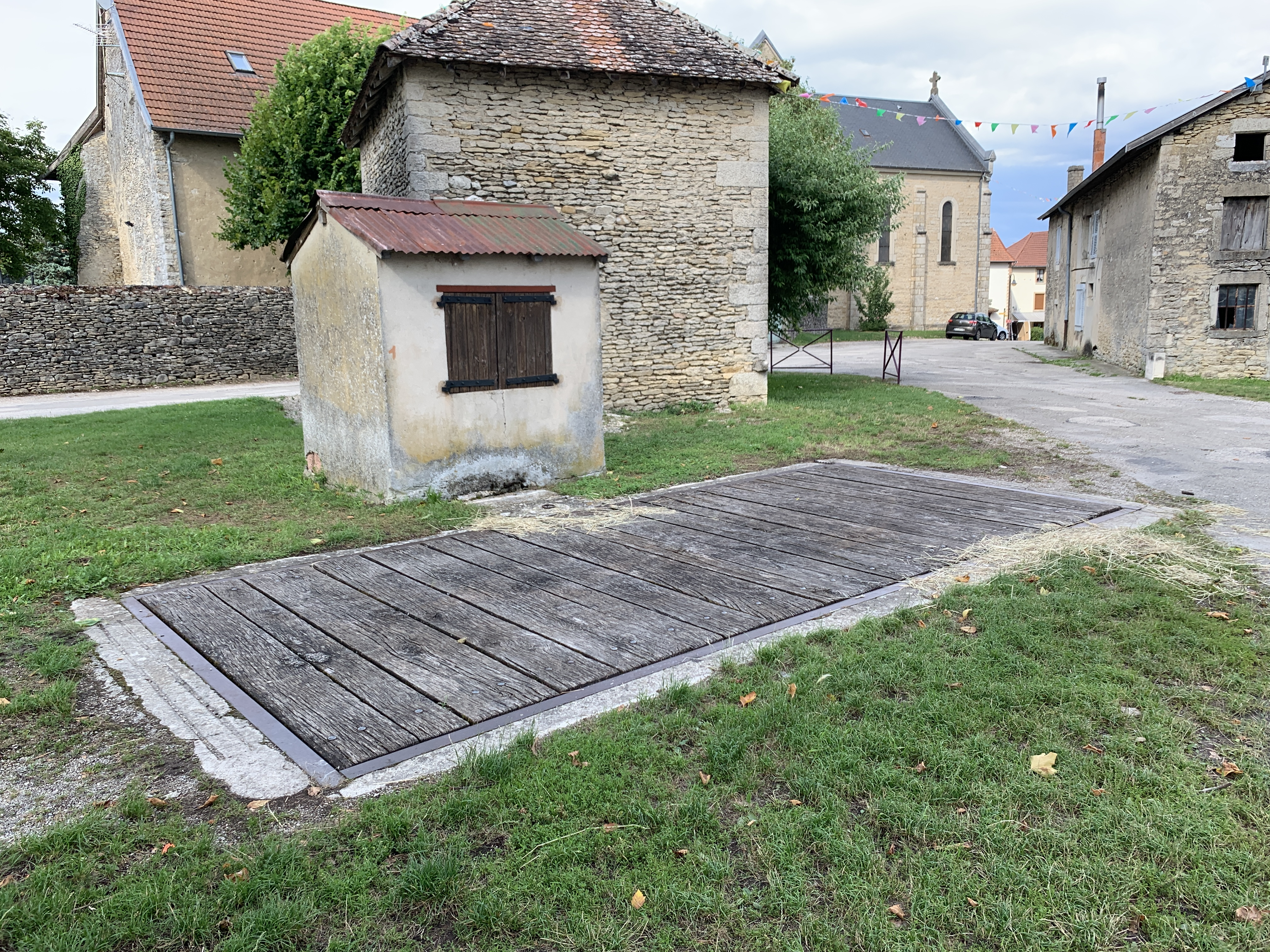
Ehemalige öffentliche Waage
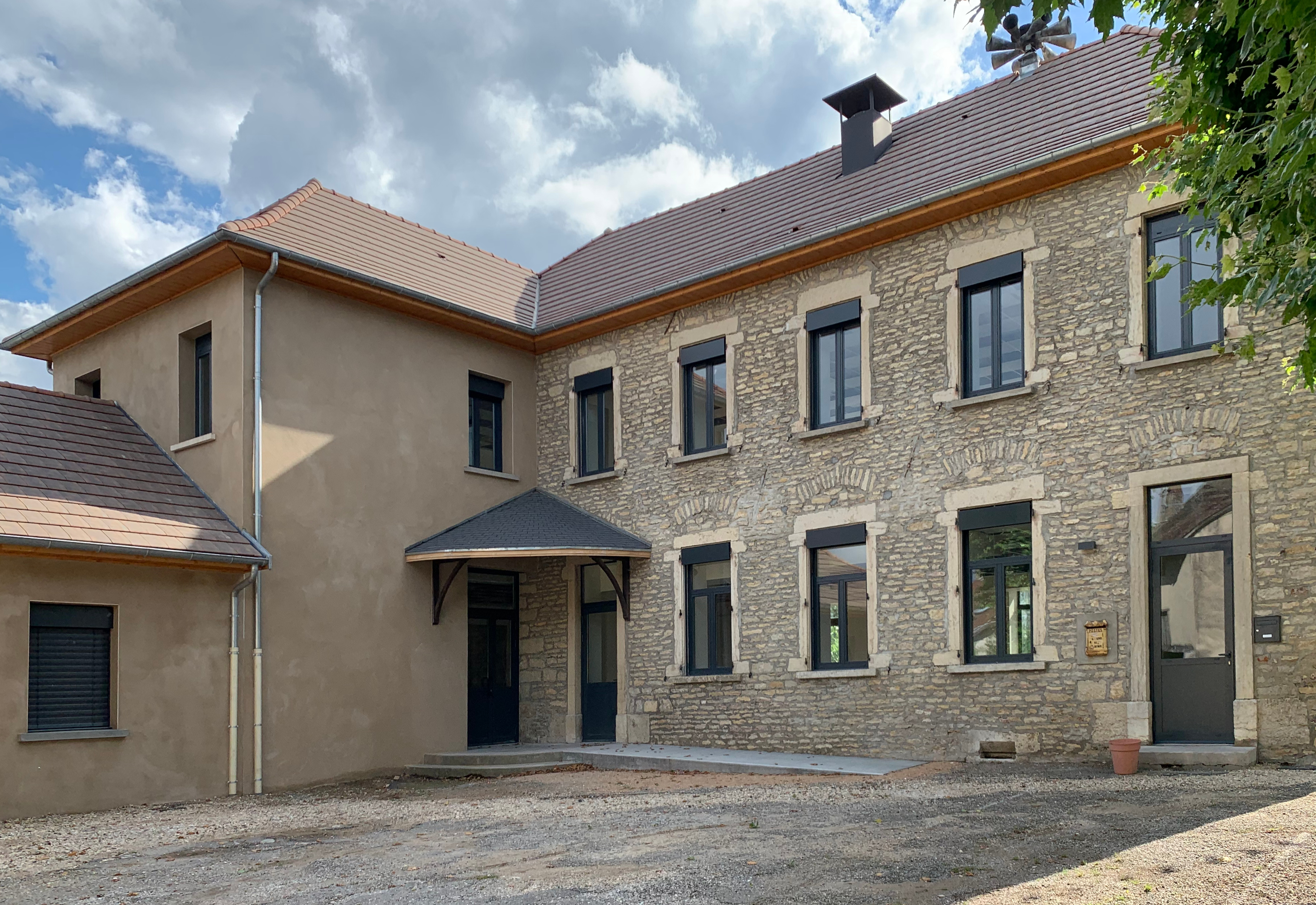
Schule
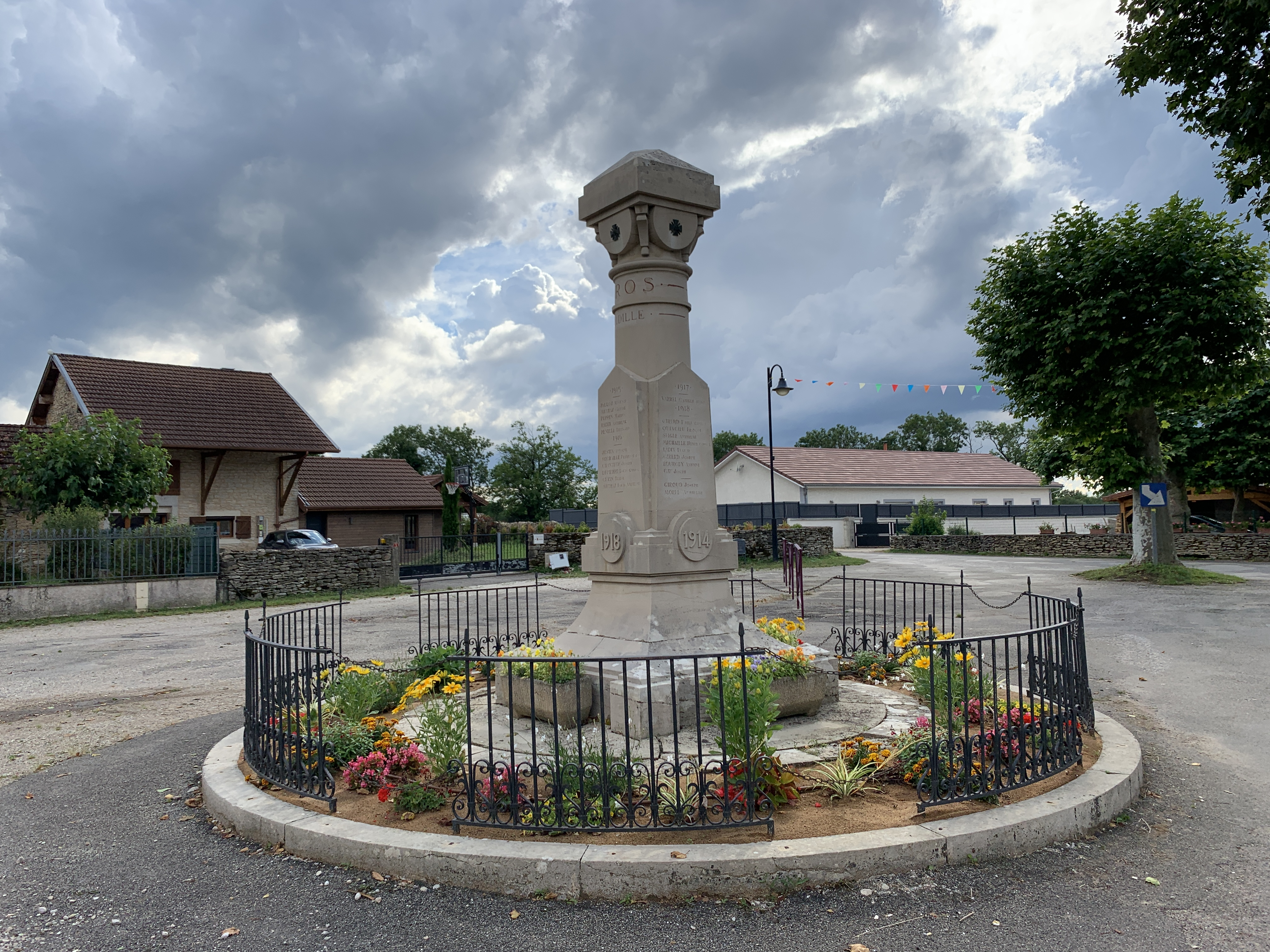
Gefallenendenkmal